# Hanna Tschubkowzowa
Hanna Jurijiwna Tschubkowzowa (ukrainisch Ганна Юріївна Чубковцова; * 20. April 1994) ist eine ukrainische Hürdenläuferin, die sich auf die 100-Meter-Distanz spezialisiert hat.

## Sportliche Laufbahn
Erste internationale Erfahrungen sammelte Hanna Tschubkowzowa im Jahr 2019, als sie bei den Balkan-Hallenmeisterschaften in Istanbul in 8,24 s die Silbermedaille über 60 m Hürden gewann und kurz darauf bei den Halleneuropameisterschaften in Glasgow mit 8,22 s in der ersten Runde ausschied. Im Juli belegte sie bei der Sommer-Universiade in Neapel in 13,47 s den sechsten Platz und anschließend gewann sie bei den Balkan-Meisterschaften in Prawez in 13,28 s die Silbermedaille. Im Oktober gewann sie dann bei den Militärweltspielen in Wuhan in 13,66 s die Bronzemedaille hinter der Weißrussin Kazjaryna Paplauskaja und ihrer Landsfrau Hanna Plotizyna und mit der ukrainischen 4-mal-100-Meter-Staffel belegte sie in 44,64 s den vierten Platz. Im Jahr darauf belegte sie bei den Balkan-Meisterschaften in Cluj-Napoca in 24,45 s den fünften Platz im 200-Meter-Lauf und siegte über die Hürden in 13,76 s im B-Lauf. 2021 wurde sie bei den Balkan-Hallenmeisterschaften in Istanbul in 8,37 s Sechste über 60 m Hürden und schied anschließend bei den Halleneuropameisterschaften in Toruń mit 8,30 s im Vorlauf aus. Ende Juni klassierte sie sich bei den Balkan-Meisterschaften in Smederevo mit 13,40 s auf dem achten Platz.
2021 wurde Tschubkowzowa ukrainische Meisterin im 100-Meter-Hürdenlauf sowie 2020 und 2021 in der 4-mal-100-Meter-Staffel.

## Persönliche Bestzeiten
- 200 Meter: 23,70 s (+1,7 m/s), 26. Mai 2019 in Kropywnyzkyj
- 100 m Hürden: 13,19 s (+0,8 m/s), 25. Juli 2019 in Luzk
  - 60 m Hürden (Halle): 8,17 s, 11. Januar 2019 in Kiew